# Афанасій V Єрусалимський
Афанасій V - патріарх Єрусалиму з 1827 по 1844 роки.

## Біографічні дані

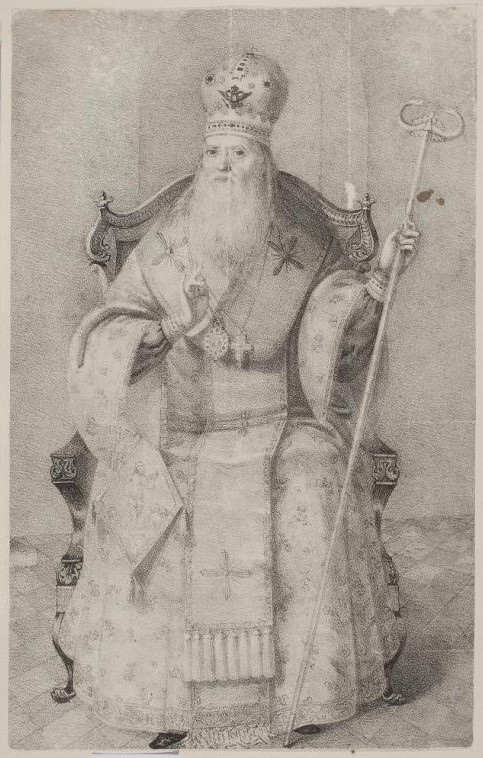
Портрет Афанасія V

Афанасій народився в грецькій родині в Едірне. Свою церковну діяльність розпочав у Грузії, де було багато маєтків і маєтків Єрусалимського патріархату. У молодому віці він постригся в ченці і пострижений в чернецтво. Протягом 15 років він був настоятелем братства Гробу Господнього в Неохорі, поблизу Стамбула.
Після смерті єрусалимського патріарха Полікарпія Братство Агіотафітів опинилося в трагічній фінансовій ситуації. Масштабні будівельні роботи на початку ХІХ ст. (особливо відновлення Воскресенської церкви в 1809/1810 рр. після великої шкоди, завданої пожежею 1808 р.), захоплення правителем дунайських гегемонів Александром Кузою справжнього маєток, який був присвячений Гробу Господньому, безгосподарність, а також переслідування православних османами після початку Грецької революції 1821 року привели Патріархат до накопичення боргів і повного фінансового розорення. Зокрема, борг Єрусалимського патріархату на час смерті Полікарпа становив 15 000 000 грошів.
Через таку ситуацію ніхто з високопоставлених священнослужителів не захотів зайняти престол. Так, архімандрит Афанасій був обраний патріархом 15 січня 1827 року. Намагаючись уникнути розпродажу майна грецьких монастирів на Святій Землі, Патріарх Афанасій звернувся за допомогою до православного світу і отримав значні суми від Сербії, від православних Австрійської імперії і особливо від Росії, уди в 1833 році був відправлений архієпископ Таборський Ієрофій для проведення зборів коштів. Він пробув у Росії п'ять років і зібрав чималу суму. Він також попросив допомоги у Константинопольського патріарха Синайського Константина I, який у лютому 1832 року вирішив, що кожен православний християнин повинен заплатити копійку, щоб погасити борги Агіотафітського братства. Це рішення було ратифіковано султаном Махмутом II, який навіть запропонував 500 000 грошенів для погашення боргу. Ситуація покращилася з кінця 1820-х років, коли відновився приплив православних паломників. В результаті патріарх Афанасій зміг погасити більшість боргів Патріархату.
Він залишався на троні до своєї смерті 28 грудня 1844 року. Його наступником став Кирило II.